# Cristianizzazione del Khaganato di Rus'
La conversione al cristianesimo del Khaganato di Rus', presumibilmente avvenuta negli anni 860, fu il primo passo nel processo di cristianizzazione degli slavi dell'Est che proseguì nell'XI secolo. Malgrado l'indubbio significato storico e culturale dell'avvenimento, risulta estremamente difficoltoso rinvenire accenni sul suo svolgimento, tanto che i resoconti riguardanti la successiva conversione della Rus' di Kiev, avvenuta negli anni 980, omettono qualsivoglia accenno alla precedente evangelizzazione.

## Fonti bizantine
La fonte più autorevole riguardante il tentativo di conversione del Khaganato di Rus' è una lettera enciclica del patriarca Fozio datata 867. Riferendosi all'assedio di Costantinopoli dell'860, informò gli altri patriarchi e vescovi d'Oriente che, dopo la conversione al cristianesimo dei Bulgari dell'863, le genti della Rus' si erano dimostrate disposte ad abbracciare la fede cristiana. Come già aveva fatto con i Bulgari, il patriarca ritenne più prudente inviare presso questo popolo "barbaro" un vescovo da Costantinopoli.
Gli storici bizantini, a partire da Teofane Confessore, narrano infatti nelle proprie opere che la spedizione militare dei Rus' contro Costantinopoli svoltasi nell'860 si concluse con la vittoria bizantina grazie all'intercessione della Theotókos. Secondo questi ultimi i Rus', testimoni dei miracoli che si sarebbero verificati sotto le mura della capitale dell'Impero, dopo essere stati duramente sconfitti inviarono ambasciatori a Fozio affinché mandasse un vescovo nelle loro terre.
Secondo l'imperatore Costantino VII, autore della biografia del proprio avo, Basilio il Macedone, fu invece quest'ultimo a persuadere i Rus' ad abbandonare il culto pagano. Costantino attribuisce infatti la loro conversione a Basilio e al patriarca Ignazio, piuttosto che ai loro successori Michele III e Fozio. A giudizio di questa fonte i Bizantini indussero i Rus' alla conversione tramite la persuasione e ricchi regali, che includevano oro, argento e stoffe preziose. Costantino riporta inoltre la leggenda devozionale secondo cui i pagani sarebbero stati particolarmente colpiti da un miracolo: un vangelo gettato da un arcivescovo in un falò sarebbe stato recuperato integro senza che il fuoco fosse riuscito a provocare alcun danno sullo stesso.
Alcuni storici, commentando il testo di Costantino, ipotizzarono che la conversione del IX secolo fosse in realtà la conseguenza di due distinti tentativi di evangelizzazione. Un'altra corrente storiografica ritenne invece che la conversione al cristianesimo del Khaganato fosse avvenuta in un'unica fase e che Costantino, ascrivendo falsamente la stessa a Basilio, avesse avuto in realtà quale unico obiettivo quello di esaltare la figura del proprio avo rispetto a quella di Michele III.
Constantine Zuckerman, ritenendo invece veritiere le parole di Costantino, ha sostenuto che, in risposta alla richiesta iniziale dei Rus', Fozio (e Michele III) inviarono nel Khaganato di Rus' un semplice vescovo, irritando i pagani che si sentirono offesi dal basso grado ecclesiastico del messo. Nel settembre 867 Michele fu assassinato da Basilio che, insieme al nuovo patriarca Ignazio, mandò ai Rus' un arcivescovo che, fornito di ricchi doni, proseguì con successo l'opera di conversione. Allo stesso modo, la contemporanea conversione della Bulgaria si realizzò in due distinti episodi: i Bulgari furono offesi dal fatto che Costantinopoli avesse inviato un semplice vescovo e chiesero a papa Niccolò I di mandare loro un ecclesiastico di alto rango, tale, secondo la mentalità dell'epoca, da conferire il giusto prestigio internazionale al loro atto. Questa ipotesi trova inoltre paralleli nelle opere degli storici Franchi riguardanti i numerosi "battesimi" dei Vichinghi, che accolsero il cristianesimo a causa della considerazione politica che avrebbe comportato e dei doni che solitamente accompagnavano le cerimonie di conversione.
La data esatta e i motivi della conversione del Khaganato sono stati altresì fonte di controversia storiografica. Grigory Litavrin vi ha rilevato "un atto diplomatico e formale posto in essere per facilitare vantaggiosi accordi commerciali con i governanti dello Stato cristiano." Zuckerman ha ritenuto invece che le ragioni che spinsero sia Rus' che Bulgari alla conversione furono l'adozione del giudaismo da parte del loro nemico principale, la Khazaria, tra la fine del VIII e l'inizio del IX secolo. Per quel che riguarda al datazione, Zuckerman ha sostenuto che Ignazio inviò il proprio arcivescovo ai Rus' intorno all'870, mentre Dmitrij Obolenskij è invece incline a individuare nell'874 la data della definitiva conversione.

## Altre fonti primarie
Anche se le fonti bizantine contengono in assoluto la descrizione più dettagliata della conversione dei Rus' nel IX secolo, gli autori musulmani contemporanei paiono far da riscontro alle loro narrazioni. Ibn Khordadbeh, descrivendo i Rus' negli anni 880, annota che gli stessi "si dicono cristiani". Tale costruzione sintattica suggerisce che lo storico non riteneva che essi realmente fossero dediti a questo culto. Al-Marwazi riferisce che i Rus' abbandonarono i loro culti pagani, abbracciando il cristianesimo nel 912
La Cronaca degli Anni Passati indica Olga di Kiev quale prima cristiana in Rus'. Tuttavia, il Trattato Rus'-Bizantino (945), concluso durante il regno del predecessore di Olga e riportato nella Cronaca degli anni passati, narra che parte degli ambasciatori russi che lo avevano sottoscritto erano cristiani. Inoltre tale opera afferma che la collegiata intitolata al profeta Elia esisteva a Kiev prima del 944, "poiché molti Variaghi e Cazari erano cristiani". Non è ad oggi chiaro perché gli autori della Cronaca degli anni passati abbiano deliberatamente scelto di omettere nel proprio resoconto storico il tentativo di Fozio di evangelizzare il paese.
Fonti tardo-medievali russe (come la Cronaca di Nikon del XVI secolo) fecero riferimento al tentativo di cristianizzazione bizantino del IX secolo cercando di conciliarlo con il "battesimo della Rus'" di Vladimir I di Kiev del 992. In tali opere Vladimir e Fozio vengono a volte erroneamente indicati come contemporanei. Il nome del primo "Metropolita" di Rus' viene poi individuato alternativamente nelle figure di Michele e Leon. La prima conversione al cristianesimo è connessa in tali fonti al nome di Askold, sovrano cristiano di Kiev assassinato nell'882.
Le fonti bizantine, che reputavano la Rus' una nazione cristiana convertita nel IX secolo, non riportano alcuna seconda conversione nel 988. (allo stesso modo nessuna fonte esterna, eccezion fatta per Yahya di Antiochia, menziona la conversione di Valdimir negli anni 980). Nella lista dei vescovati ortodossi di Leone VI il seggio della Rus' è posizionato alla sessantunesima posizione, in quella compilata durante il Regno di Costantino VII alla sessantesima. La vita di san Cirillo riporta che, mentre attraversava la Crimea diretto in Cazaria, l'apostolo degli Slavi rinvenne a Cherson una bibbia scritta in linguaggio Rus', possibile indice dell'esistenza di una tradizione vernacole codificata già nel IX secolo.

## Il fallimento della prima cristianizzazione
Nessuna fonte diretta specifica cosa accadde ai Rus' convertiti durante il IX secolo. L'importanza di questa prima conversione è stata inoltre contestata da alcuni storici, primo fra tutti August Ludwig von Schlözer, il quale ritenne che solo una piccola parte della società Rus' si convertì al cristianesimo all'epoca di Fozio. Dmitrij Ilovaiskij, inoltre, ipotizzò che Fozio si fosse riferito esclusivamente alla cristianizzazione dei cosiddetti Rus' Tmutarakan' (o Pontici), mentre i Rus' settentrionali sarebbero rimasti pagani per almeno un altro secolo.
Molti storici sovietici (Boris Grekov, Vladimir Pašuto, Rybakov) concordarono invece sulla circostanza secondo la quale il cristianesimo fu adottato nel IX secolo solo ed esclusivamente dall'élite Variaga del Khaganato di Rus'. In base a tale ipotesi il fatto che la prima cristianizzazione si estinse così rapidamente fu dovuto al supposto colpo di Stato avvenuto nell'882 che ebbe come conseguenza la deposizione del cristiano Askold e l'ascesa al trono del pagano Oleg. Il primo ad ipotizzare questo teorema fu Vasilij Tatiščev secondo cui Askold e Dir furono assassinati proprio a causa della loro conversione. Lo storico si spinse fino ad individuare in Askold "il primo martire russo".
Constantine Zuckerman respinse le teorie di Rybakov, secondo cui Fozio avrebbe in realtà convertito la Rus' di Kiev, ritenendo invece che il centro del potere politico del khaganato si trovasse a Velikij Novgorod. Secondo la sua ipotesi storiografica, i Variaghi cristianizzati furono espulsi dallo Stato a seguito della rivolta delle popolazioni slave locali negli anni 860 o 870. Questo avvenimento, associato dalla tradizione di Novgorod alla figura di Vadim il Coraggioso, secondo Zuckerman fu causato proprio dal tentativo di cristianizzazione variago nei confronti delle popolazioni slave.